# 哈尔登斯莱本
哈尔登斯莱本（德語：Haldensleben，發音：[ˈhaldn̩sˌleːbn̩] ⓘ）是德国萨克森-安哈尔特州伯尔德县的城市，也是伯尔德县的县治，面积156.21平方千米，2023年12月31日人口为19,188人。